# ادوارد آلکاک (بازیکن فوتبال)
ادوارد آلکاک (انگلیسی: Edward Alcock; ۷ سپتامبر ۱۹۱۳ – ۱۹۸۱ (۶۷−۶۸ سال)) بازیکن فوتبال اهل بریتانیا بود.
از باشگاه‌هایی که در آن بازی کرده‌است می‌توان به باشگاه فوتبال کونگلتون تاون و باشگاه فوتبال ترانمره راورز اشاره کرد.